# Golf von Coro

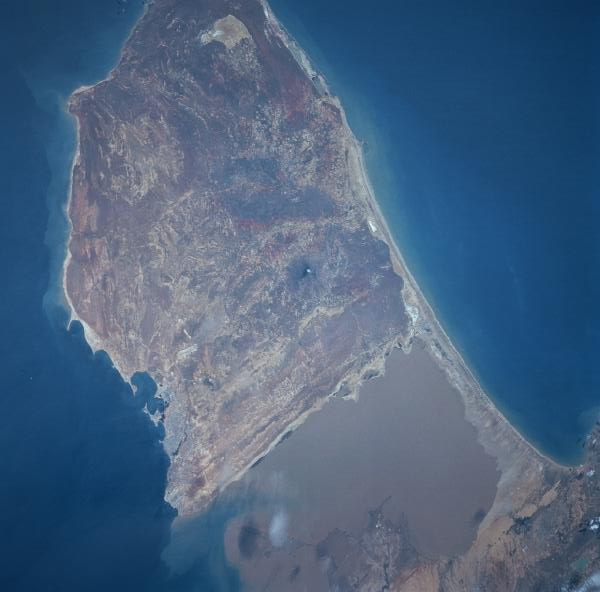
Satellitenbild der Halbinsel Paraguaná, des Golfs von Coro und des Isthmus von Médanos.

Der Golf von Coro (spanisch Golfete de Coro) ist ein Randmeer zwischen der Halbinsel Paraguaná im Norden, dem Isthmus von Médanos im Osten und der Nordküste Venezuelas. Seine Nord-Süd-Ausdehnung beträgt etwa 25 km. Seine West-Ost-Ausdehnung variiert zwischen 20 und 40 km. Der bekannteste Ort ist die im Norden der Halbinsel gelegene Stadt Punto Fijo. Auf dem Festland im Süden liegt Coro, die Hauptstadt des Bundesstaates Falcón. Auf Grund der vorherrschenden Strömungen an der Karibikküste kommt es zur Bildung von Nehrungen (Halbinsel Las Piedras), die das Randmeer vom Golf von Venezuela in Zukunft abscheiden werden.
Koordinaten: 11° 35′ 0″ N, 69° 55′ 0″ W